# 영흥 (명원제)
영흥(永興)은 중국 북위(北魏) 명원제(明元帝)의 첫 번째 연호이다. 409년 윤10월에서 413년까지 4년 2개월 동안 사용하였다.
같은 시기에 사용된 다른 연호로는 동진(東晉)에서 사용한 의희(義熙 : 405년 ~ 418년), 후진(後秦)에서 사용한 홍시(弘始 : 399년 ~ 416년), 서진(西秦)에서 사용한 경시(更始 : 409년 ~ 412년), 영강(永康 : 412년 ~ 419년), 북량(北凉)에서 사용한 영안(永安 : 401년 ~ 412년), 현시(玄始 : 412년 ~ 428년), 남량(南凉)에서 사용한 가평(嘉平 : 408년 ~ 414년), 남연(南燕)에서 사용한 태상(太上 : 405년 ~ 410년), 서량(西凉)에서 사용한 건초(建初 : 405년 ~ 417년), 하(夏)에서 사용한 용승(龍昇 : 407년 ~ 413년), 봉상(鳳祥 : 413년 ~ 418년), 북연(北燕)에서 사용한 태평(太平 : 409년 ~ 430년)이 있다.

## 개원
천사(天賜) 6년 10월 27일(409년 11월 20일)에 영흥(永興)으로 개원함.

## 연대대조표
| 영흥                | 원년            | 2년        | 3년        | 4년                  | 5년                 |
| 서력                | 409년           | 410년      | 411년      | 412년                | 413년               |
| 육십간지 (六十干支) | 기유(己酉)      | 경술(庚戌) | 신해(辛亥) | 임자(壬子)           | 계축(癸丑)          |
| 동진 (東晉)         | 의희(義熙) 5년  | 6년        | 7년        | 8년                  | 9년                 |
| 후진 (後秦)         | 홍시(弘始) 11년 | 12년       | 13년       | 14년                 | 15년                |
| 서진 (西秦)         | 경시(更始) 원년 | 2년        | 3년        | 4년 영강(永康) 원년  | 2년                 |
| 북량 (北凉)         | 영안(永安) 9년  | 10년       | 11년       | 12년 현시(玄始) 원년 | 2년                 |
| 남량 (南凉)         | 가평(嘉平) 2년  | 3년        | 4년        | 5년                  | 6년                 |
| 남연 (南燕)         | 태상(太上) 5년  | 6년        | -          | -                    | -                   |
| 서량 (西凉)         | 건초(建初) 5년  | 6년        | 7년        | 8년                  | 9년                 |
| 하 (夏)             | 용승(龍昇) 3년  | 4년        | 5년        | 6년                  | 7년 봉상(鳳翔) 원년 |
| 북연 (北燕)         | 태평(太平) 원년 | 2년        | 3년        | 4년                  | 5년                 |

## 삭일(1일)
| 영흥 원년 (409년) | 1월             | 2월             | 3월             | 4월             | 5월             | 6월             | 7월             | 8월             | 9월             | 10월            | 윤10월          | 11월            | 12월            |
| ----------------- | --------------- | --------------- | --------------- | --------------- | --------------- | --------------- | --------------- | --------------- | --------------- | --------------- | --------------- | --------------- | --------------- |
| 삭일(음력)        | 경인일 (庚寅日) | 경신일 (庚申日) | 기축일 (己丑日) | 기미일 (己未日) | 무자일 (戊子日) | 무오일 (戊午日) | 정해일 (丁亥日) | 정사일 (丁巳日) | 병술일 (丙戌日) | 병진일 (丙辰日) | 을유일 (乙酉日) | 을묘일 (乙卯日) | 갑신일 (甲申日) |
| 율리우스력        | 409년 2월 1일   | 3월 3일         | 4월 1일         | 5월 1일         | 5월 30일        | 6월 29일        | 7월 28일        | 8월 27일        | 9월 25일        | 10월 25일       | 11월 23일       | 12월 23일       | 410년 1월 21일  |
| 영흥 2년 (410년)  | 1월             | 2월             | 3월             | 4월             | 5월             | 6월             | 7월             | 8월             | 9월             | 10월            | 11월            | 12월            |                 |
| 삭일(음력)        | 갑인일 (甲寅日) | 계미일 (癸未日) | 계축일 (癸丑日) | 임오일 (壬午日) | 임자일 (壬子日) | 임오일 (壬午日) | 신해일 (辛亥日) | 신사일 (辛巳日) | 경술일 (庚戌日) | 경진일 (庚辰日) | 기유일 (己酉日) | 기묘일 (己卯日) |                 |
| 율리우스력        | 410년 2월 20일  | 3월 21일        | 4월 20일        | 5월 19일        | 6월 18일        | 7월 18일        | 8월 16일        | 9월 15일        | 10월 14일       | 11월 13일       | 12월 12일       | 411년 1월 11일  |                 |
| 영흥 3년 (411년)  | 1월             | 2월             | 3월             | 4월             | 5월             | 6월             | 7월             | 8월             | 9월             | 10월            | 11월            | 12월            |                 |
| 삭일(음력)        | 무신일 (戊申日) | 무인일 (戊寅日) | 정미일 (丁未日) | 정축일 (丁丑日) | 병오일 (丙午日) | 병자일 (丙子日) | 을사일 (乙巳日) | 을해일 (乙亥日) | 을사일 (乙巳日) | 갑술일 (甲戌日) | 갑진일 (甲辰日) | 계유일 (癸酉日) |                 |
| 율리우스력        | 411년 2월 9일   | 3월 11일        | 4월 9일         | 5월 9일         | 6월 7일         | 7월 7일         | 8월 5일         | 9월 4일         | 10월 4일        | 11월 2일        | 12월 2일        | 12월 31일       |                 |
| 영흥 4년 (412년)  | 1월             | 2월             | 3월             | 4월             | 5월             | 6월             | 윤6월           | 7월             | 8월             | 9월             | 10월            | 11월            | 12월            |
| 삭일(음력)        | 계묘일 (癸卯日) | 임신일 (壬申日) | 임인일 (壬寅日) | 신미일 (辛未日) | 신축일 (辛丑日) | 경오일 (庚午日) | 경자일 (庚子日) | 기사일 (己巳日) | 기해일 (己亥日) | 무진일 (戊辰日) | 무술일 (戊戌日) | 정묘일 (丁卯日) | 정유일 (丁酉日) |
| 율리우스력        | 412년 1월 30일  | 2월 28일        | 3월 29일        | 4월 27일        | 5월 27일        | 6월 25일        | 7월 25일        | 8월 23일        | 9월 22일        | 10월 21일       | 11월 20일       | 12월 19일       | 413년 1월 18일  |
| 영흥 5년 (413년)  | 1월             | 2월             | 3월             | 4월             | 5월             | 6월             | 7월             | 8월             | 9월             | 10월            | 11월            | 12월            |                 |
| 삭일(음력)        | 정묘일 (丁卯日) | 병신일 (丙申日) | 병인일 (丙寅日) | 을미일 (乙未日) | 을축일 (乙丑日) | 갑오일 (甲午日) | 갑자일 (甲子日) | 계사일 (癸巳日) | 계해일 (癸亥日) | 임진일 (壬辰日) | 임술일 (壬戌日) | 신묘일 (辛卯日) |                 |
| 율리우스력        | 413년 2월 17일  | 3월 18일        | 4월 17일        | 5월 16일        | 6월 15일        | 7월 14일        | 8월 13일        | 9월 11일        | 10월 11일       | 11월 9일        | 12월 9일        | 414년 1월 7일   |                 |

## 같이 보기
- 다른 왕조의 같은 연호
  - 후한(後漢) 영흥(153년 ~ 154년)
  - 서진(西晉) 영흥(304년 ~ 306년)
  - 전진(前秦) 영흥(357년 ~ 359년)
  - 염위(苒魏) 영흥(350년 ~ 352년)
  - 북위(北魏) 영흥(532년)
- 중국의 연호

| 이전 연호 천사(天賜) | 중국의 연호 북위(北魏) | 다음 연호 신서(神瑞) |